# گرینزبورو (آلاباما)
گرینزبرا (به انگلیسی: Greensboro) شهری در شهرستان هیل ایالت آلاباما است که مساحت آن ۶٫۱۸ کیلومتر مربع است و در سرشماری سال ۲۰۱۰ میلادی، ۲٬۴۹۷ نفر جمعیت داشته و تراکم جمعیتی آن، ۴۰۴٫۰۵ نفر در هر کیلومتر مربع بوده است.